# خواکین گارسیا (بازیکن فوتبال)
خواکین گارسیا (انگلیسی: Joaquín García؛ زادهٔ ۱۲ ژانویهٔ ۱۹۸۶) بازیکن فوتبال اهل اسپانیا است.
از باشگاه‌هایی که در آن بازی کرده‌است می‌توان به باشگاه فوتبال اتنیکوس اچنا اشاره کرد.